# أورورا إسترادا أوروزكو
أورورا إسترادا أوروزكو (بالإنجليزية: Aurora Estrada Orozco)‏ هي كاتبة سير ذاتية أمريكية، ولدت في 8 مايو 1918، وتوفيت في 9 فبراير 2011.